# Guyu
Gǔyù (pīnyīn), Gǔyǔ, Kokuu (rōmaji) eller Gogu (romaja) (traditionell kinesiska och japanska: 穀雨; förenklad kinesiska: 谷雨; koreanska: 곡우; vietnamesiska: Cốc vũ; bokstavligen ”säd och regn”) är den sjätte solarperioden i den traditionella östasiatiska lunisolarkalendern (kinesiska kalendern), som delar ett år i 24 solarperioder (節氣). Guyu börjar när solen når den ekliptiska longituden 30°, och varar till den når longituden 45°. Termen hänvisar dock oftare till speciellt den dagen då solen ligger på exakt 30° graders ekliptisk longitud. I den gregorianska kalendern börjar guyu vanligen omkring den 20 april och varar till omkring den 5 maj.

## Pentader
Varje solarperiod kan indelas i tre pentader (候): Första pentaden (初候), andra pentaden (次候) och sista pentaden (末候). Ett år har alltså 72 pentader och för guyu gäller:
Kina
- Första pentaden: 萍始生
- Andra pentaden: 鳴鳩拂其羽
- Sista pentaden: 戴勝降于桑

Japan
- Första pentaden: 葭始生
- Andra pentaden: 霜止出苗
- Sista pentaden: 牡丹華